# 105 Eskadra IAF

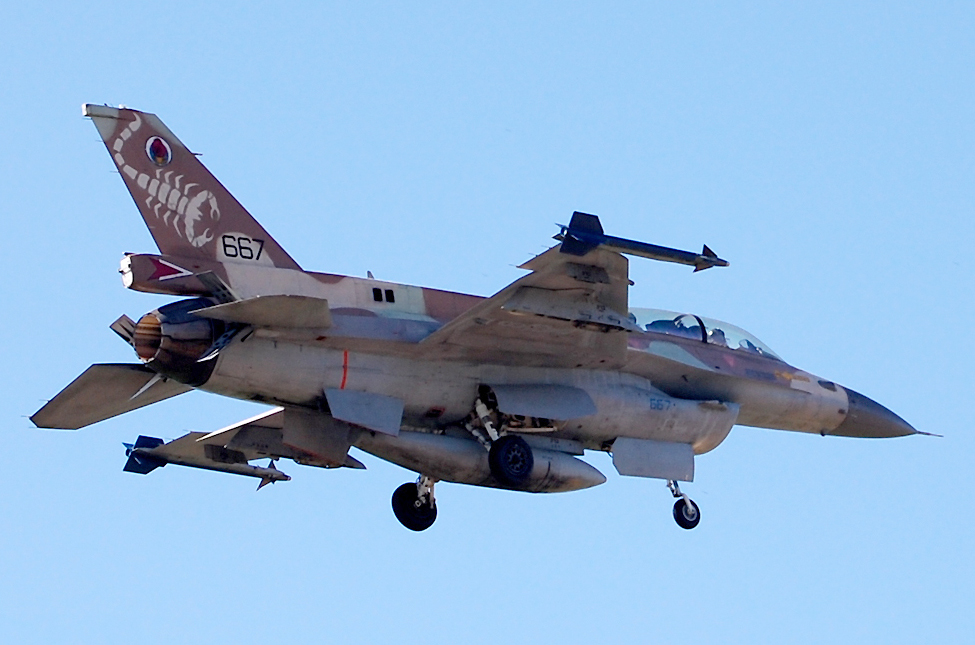
F-16D

105 Eskadra (hebr. Ha’Akrav, Skorpion) – myśliwska eskadra Sił Powietrznych Izraela, stacjonująca w bazie Chacor w Izraelu.

## Historia
Eskadra została sformowana w sierpniu 1950 jako jednostka pomocnicza dla 101 Eskadry. Początkowo w jej składzie znajdowało się piętnaście samolotów myśliwskich Spitfire, do których w 1951 dołączyło dwadzieścia sprowadzonych ze Szwecji myśliwców P-51D Mustang. Eskadra bazowała wówczas w Herclijji.
Pod koniec 1952 została przystosowana do pełnienia zadań przechwytująco-rozpoznawczych. Do zadań zwiadowczych przygotowano myśliwce Spitfire. W marcu 1954 jednostka otrzymała dodatkowe piętnaście myśliwców Spitfire z rozwiązanej 107 Eskadry.
W lutym 1956 została chwilowo rozwiązana, a przestarzałe samoloty wycofane ze służby. Następnie istniała przejściowo od 1 czerwca do listopada 1956 w bazie lotniczej Ramat Dawid. Podczas kryzysu sueskiego trzynaście myśliwców eskadry – P-51D Mustang – zapewniało bliskie wsparcie lotnicze wojskom lądowym na półwyspie Synaj. W starciach powietrznych utracono kilka samolotów. Po wojnie eskadrę rozwiązano, a myśliwce P-51 przeniesiono do 116 Eskadry.
W grudniu 1958 eskadrę ponownie sformowano z trzydziestoma sześcioma samolotami myśliwsko-bombowymi Mystère IVA. 105 Eskadra była wówczas główną jednostką myśliwców przechwytujących w Izraelskich Siłach Powietrznych. Bazowała w Hatzor. Wzięła udział w wojnie sześciodniowej w 1967, prowadząc działania eskortowe bombowców i przechwytując samoloty wroga. W walkach powietrznych odniesiono szesnaście zwycięstw, tracąc przy tym dziewięć własnych samolotów. Po wojnie (lata 1969–1973) przeprowadzono modernizację dwudziestu sześciu samolotów Mystère, przekładając do nich silniki J52 z samolotów szturmowych A-4N Skyhawk.
Podczas wojny Jom Kipur w 1973 eskadra straciła sześć samolotów. W marcu 1975 wycofano ze służby przestarzałe samoloty Mystere, a na ich miejsce wprowadzono dwadzieścia dwa samoloty myśliwsko-bombowe F-4E Phantom.
W 1991 jednostka zaczęła używać samoloty wielozadaniowe F-16C/D. Począwszy od lipca 2005 ma na wyposażeniu jedynie F-16D.
Podczas II wojny libańskiej w 2006 samoloty 105 Eskadry wzięły udział w bombardowaniu celów Hezbollahu w południowym Libanie.
Na wyposażeniu 105 Eskadry znajdują się obecnie samoloty wielozadaniowe F-16D.